# هيام الياسري
هيام عبود كاظم الياسري (مواليد 1967 - بغداد) هي وزيرة الاتصالات العراقية في حكومة محمد شياع السوداني، صوّتَ لها مجلس النواب يوم 27 تشرين الأول سنة 2022.

## حياتها
ولدت هيام الياسري في العاصمة العراقية بغداد عام 1967، حاصلة على شهادة في برنامج توجيه وقادة الموظفين من جامعة كرتن للتكنولوجيا [مبهم] في استراليا، كما أنّها حصلت على شهادة دكتوراه في هندسة الاتصالات من جامعة التكنولوجية في بغداد.

## مناصب وعضوية
- مديرة دائرة الإدارية والمالية في مؤسسة الشهداء.
- المستشارة الفنية لمؤسسة الشهداء.
- مستشارة وزير الاتصالات (2007 - 2021)
- تدريسية في الجامعات العراقية (1991 - 2006)
- معاون رئيس قسم الشؤون العملية والدراسات العليا في جامعة التكنولوجية (2001 - 2002)
- رئيسة فرع هندسية المعلومات في الجامعة التكنولوجية (2002 - 2003)
- وزيرة الأتصالات في حكومة محمد شياع السوداني.[2]